# نيمانيا لاكيتش-بيشيتش
نيمانيا لاكيتش-بيشيتش هو لاعب كرة قدم صربي في مركز الدفاع، ولد في 22 سبتمبر 1991 في بلغراد في صربيا. لعب مع رادنيتشكي نيش.

## وصلات خارجية
- نيمانيا لاكيتش-بيشيتش على موقع قاعدة بيانات كرة القدم.إي يو (الإنجليزية)
- نيمانيا لاكيتش-بيشيتش على موقع Soccerway.com (الإنجليزية)
- نيمانيا لاكيتش-بيشيتش على موقع عالم كرة القدم.نت (الإنجليزية)